# Coupe Memorial 2009
Navigation
Édition précédente Édition suivante
La Coupe Memorial 2009 a lieu à Rimouski au Québec. La Coupe Memorial récompense au hockey sur glace la meilleure équipe de la saison de la Ligue canadienne de hockey.

## Histoire
C'est la Ligue de hockey junior majeur du Québec (LHJMQ) qui a le mandat d'organiser le tournoi de la Coupe Memorial pour la saison 2008-2009. Ce tournoi permet de déterminer le champion canadien de hockey sur glace de niveau junior au Canada (championnat de la Ligue canadienne de hockey). Cinq franchises de la LHJMQ se disputent le droit d'organiser le tournoi. Finalement le 3 avril 2008, le comité de sélection de la LHJMQ, présidé par Bernard Lord choisit la candidature de l'Océanic de Rimouski en mentionnant que celle-ci répond à tous les critères pour l'organisation d'un tournoi réussi et particulièrement sur le plan de l'appui de la population rimouskoise,.

## Participants
- les Spitfires de Windsor pour la Ligue de hockey de l'Ontario
- les Voltigeurs de Drummondville pour la Ligue de hockey junior majeur du Québec
- les Rockets de Kelowna pour la Ligue de hockey de l'Ouest
- l'Océanic de Rimouski en tant qu'équipe hôte

## Honneurs individuels
- Trophée Stafford-Smythe (meilleur joueur) : Taylor Hall (Spitfires de Windsor)
- Trophée George-Parsons (meilleur esprit sportif) : Yannick Riendeau (Voltigeurs de Drummondville)
- Trophée Hap-Emms (meilleur gardien) : Marco Cousineau (Voltigeurs de Drummondville)
- Trophée Ed-Chynoweth (meilleur buteur) : Jamie Benn (Rockets de Kelowna)

Meilleure équipe
- Gardien : Marco Cousineau (Voltigeurs de Drummondville)
- Défense: Ryan Ellis (Spitfires de Windsor); Tyler Myers (Rockets de Kelowna)
- Attaquants : Jamie Benn (Rockets de Kelowna); Patrice Cormier (Océanic de Rimouski); Taylor Hall (Spitfires de Windsor)